# احتجاجات نوفمبر 1979 الفلسطينية
في نوفمبر 1979، نُظّمت موجة احتجاجات فلسطينية  في جميع أنحاء الأراضي الفلسطينية المحتلة في أعقاب قرار الحكومة الإسرائيلية باعتقال وترحيل رئيس بلدية نابلس بسام الشكعة. وجاء قرار اعتقال الشكعة بعد أن نشرت صحيفة هآرتس الإسرائيلية تقريراً عن محادثة خاصة بين الشكعة ومنسق أعمال الحكومة الإسرائيلية في الأراضي الفلسطينية داني مات، زعمت خلالها أن الشكعة أدلى بتعليقات تدعم عملية الساحل عام 1978. وبعد اضطرابات كبيرة بين الفلسطينيين، بما في ذلك استقالة رؤساء البلديات الفلسطينية كافة، ونشر نص كامل للمحادثة، والذي كشف أن الشكعة لم يدعم أو يدن الهجوم الجماعي، بل صرح بدلاً من ذلك بأن الهجمات كانت نتيجة للسخط على الاحتلال الإسرائيلي، تراجعت الحكومة الإسرائيلية عن قرارها وأفرجت عن الشكعة من الحجز.

## الخلفية
نابلس هي إحدى أكبر المدن في الضفة الغربية الفلسطينية. في الانتخابات المحلية في الضفة الغربية عام 1976، انتخب بسام الشكعة رئيساً لبلدية نابلس. كان الشكعة، الذي كان في أواخر الأربعينيات من عمره في عام 1979، قومياً فلسطينياً، مرتبطاً بمنظمة التحرير الفلسطينية، وكان يُعتبر متطرفاً في السياسة الفلسطينية. وفقًا لديفيد ك. شيبلر من صحيفة نيويورك تايمز، كان الشكعة "من بين أكثر رؤساء البلديات الفلسطينيين نشاطًا سياسيًا، حيث كان يحضر كل اجتماع ممكن ويرفع صوته في كل قضية يمكن تصورها". بحلول يوليو 1979، منعت الحكومة الإسرائيلية الشكعة من السفر إلى الخارج، وبدأت المقاطعة العسكرية الإسرائيلية في النظر في اتهام الشكعة بالتحريض على الفتنة لدوره في تنظيم الاحتجاجات الفلسطينية ضد مستوطنة إيلون موريه غير القانونية التي أقيمت بالقرب من نابلس في يونيو 1979.

## الأحداث

### تقرير هآرتس
في أوائل نوفمبر 1979، نشرت صحيفة هآرتس الإسرائيلية تقريراً مفصلاً عن محادثة خاصة بين رئيس بلدية نابلس بسام الشكعة ومنسق الأنشطة الحكومية الإسرائيلية في الأراضي داني ماتيو. وبحسب التقرير، فقد برر الشكعة وأعرب عن دعمه لعملية الساحل عام 1978، عندما اختطفت مجموعة من مسلحي فتح حافلة وقتلت 36 إسرائيلياً، خلال المحادثة.
وقد علم وزير الدفاع الإسرائيلي عزرا وايزمان بالتقرير لأول مرة في وقت لاحق من ذلك اليوم أثناء جلسة للكنيست. وفقًا لويليام كلايبورن من صحيفة واشنطن بوست، فإن التقرير "اجتاح قاعة الكنيست في اللحظة التي دخل فيها وزير الدفاع عزرا وايزمان، الذي لم يقرأ التقرير، القاعة. وفي مواجهة سيل من الانتقادات من الأعضاء اليمينيين، أعلن وايزمان باندفاع أن الحكومة "ستتخذ إجراءً" ضد شاكا".
ونشرت صحيفة معاريف الإسرائيلية لاحقا نصاً كاملاً للمحادثة. وفقًا للنص، سأل مات الشكعة مرارًا وتكرارًا عما إذا كان يدعم الإرهاب. ردًا على ذلك، لم يُعلن الشكعة صراحةً دعمه للعنف السياسي الفلسطيني أو إدانته له، بل صرّح بأن "مثل هذه العمليات، إن وقعت، ما هي إلا رد فعل على أفعال أخرى"، وأن "الدولة الإسرائيلية تنتهك حقوق الشعب الفلسطيني، وسياستها هي سياسة القوة، ومن غير المرجح أن يؤدي هذا إلى ردود فعل من هذا النوع"، وأن "هناك أيضًا احتمال وقوع عمليات إرهابية من قِبل أفراد معزولين بسبب الوضع الحالي. هذا هو الواقع الذي نعيشه".

### الاعتقالات والاحتجاجات
وبعد نشر تقرير صحيفة هآرتس، سارعت زوجة الشكعة إلى رفع دعوى أمام المحكمة العليا في إسرائيل لمنع أي أوامر ترحيل محتملة ضد الشكعة. وفي 8 نوفمبر/تشرين الثاني، أصدرت المحكمة العليا أمرًا قضائيًا مؤقتًا يمنع ترحيل الشكعة. وطالبت المحكمة وزير الدفاع الإسرائيلي عزرا وايزمان بتقديم تفسير رسمي لسبب ترحيل الشكعة.
وبعد ثلاثة أيام، استدعى الحاكم العسكري الإسرائيلي للضفة الغربية الشكعة إلى مكتبه للاجتماع في الساعة الثامنة صباحًا. وفي الاجتماع أبلغ المحافظ الشكعة بأنه سيتم ترحيله. وبعد إبلاغ الشكعة، اعتقله الجيش الإسرائيلي، وسمح له بإجراء مكالمة هاتفية مع عائلته قبل سجنه في سجن الرملة. وأثار الاعتقال على الفور احتجاجات بين سكان نابلس، حيث اندلع إضراب عام في جميع أنحاء المدينة، واستقالة مجلس مدينة نابلس بأكمله بشكل جماعي.
وسرعان ما انتشرت الاحتجاجات ضد اعتقال الشكعة في مختلف أنحاء فلسطين، وشملت الإضرابات والمظاهرات والاعتصامات وإضرابات الطلاب والإضرابات التجارية. وكانت معظم الاحتجاجات غير عنيفة، مع الإبلاغ عن إلقاء الحجارة على الجنود الإسرائيليين في أقلية من الاحتجاجات. كما تم الدعوة إلى إضرابات عامة في رام الله الخليل، حيث أنهت غرفة تجارة وصناعة الخليل الإضراب العام في مدينتها في 19 نوفمبر.
وأثار الاعتقال أيضًا حالة من الذعر على نطاق واسع بين رؤساء البلديات الفلسطينية الآخرين. في الثاني عشر من نوفمبر/تشرين الثاني، عقد رؤساء البلديات في قطاع غزة اجتماعاً طارئاً، وأصدروا بياناً مشتركاً جاء فيه: "إننا نطلب من الحكومة الإسرائيلية، وخاصة وزير الدفاع وايزمان المعروف بأنه رجل عاقل، عدم الإسهام في ثورة عامة في كامل الأرض المحتلة"، واقترحوا أن يقود رئيس غزة (توضيح) رشاد الشوا وفداً طارئاً للقاء وايزمان. وفي اليوم التالي، وبينما كان الشعاة يرأس الاجتماع، الذي ضم رؤساء بلديات خان يونس بيت لحم والخليل، بدأ رؤساء البلديات وأعضاء المجالس البلدية الفلسطينية في مختلف أنحاء الأراضي المحتلة في إعلان استقالاتهم احتجاجاً على اعتقال الشكعة. وبعد فشل الاجتماع في تأمين إطلاق سراح الشكعة، أعلن جميع رؤساء البلديات وأعضاء المجالس البلدية الفلسطينية المتبقين استقالاتهم. ورفضت القيادة العسكرية الإسرائيلية قبول الاستقالات.
وقد اعتبرت الاحتجاجات التي قام بها الفلسطينيون، بما في ذلك الاحتجاجات ضد اعتقال الشكعة، غير قانونية بموجب قوانين الاحتلال الإسرائيلي. ونتيجة لذلك، عزز الجيش الإسرائيلي بشكل كبير انتشار جنوده في الضفة الغربية وحاول تفريق بعض الاحتجاجات. وعندما أعلن الفلسطينيون المستقيلون عن نيتهم الإضراب عن الطعام أمام مكاتب اللجنة الدولية للصليب الأحمر في غزة (توضيح)، أقام الجيش الإسرائيلي حواجز على الطرق لمنع الفلسطينيين من السفر إلى المدينة. وبدلا من ذلك، قام بعض رؤساء البلديات في الضفة الغربية الذين كانوا ينوون الانضمام إلى المظاهرة بتنظيم مظاهرة في مكتب الصليب الأحمر في البيرة.
في 12 نوفمبر، أعلن الشكعة أنه سيبدأ إضرابًا عن الطعام احتجاجًا على اعتقاله. أنهى الشكعة إضرابه عن الطعام في نهاية شهر نوفمبر، بسبب انخفاض مستويات السكر في الدم بشكل خطير. وفي 27 نوفمبر/تشرين الثاني، تم تنظيم إضراب عام إضافي في القدس الشرقية احتجاجًا على الترحيل. وتزامنت الاحتجاجات المستمرة حتى أواخر شهر نوفمبر/تشرين الثاني مع الذكرى الثانية والثلاثين لموافقة الأمم المتحدة على خطة تقسيم فلسطين، مما أدى إلى ارتفاع حاد في الاحتجاجات، بما في ذلك واحدة في قلقيلية والتي اشتبكت مع القوات الإسرائيلية.

### قضية مستمرة في المحكمة
وفي أعقاب اعتقاله، رفع الشكعة، ممثلا بالمحامية الإسرائيلية فيليسيا لانجر، قضية أخرى أمام المحكمة العليا في إسرائيل. وفي 12 نوفمبر/تشرين الثاني، قضت المحكمة العليا بأن اعتقاله لا يشكل انتهاكاً للأمر القضائي المؤقت الذي أصدرته ضد أمر الترحيل. وفي 14 نوفمبر/تشرين الثاني، أعلنت الحكومة الأمنية الإسرائيلية أنها ستأمر بترحيل الشكعة من الأراضي الفلسطينية.
وفي 22 نوفمبر/تشرين الثاني، قضت المحكمة العليا في إسرائيل بأنها لا تملك السلطة الفورية للحكم على أمر الترحيل، وأنه يجب محاكمته أولاً أمام محكمة عسكرية، وهو ما يمثل مستوى أدنى من الاستئناف في النظام القضائي الإسرائيلي. وفي حكمها، قضت المحكمة العليا أيضًا بأن اتفاقية جنيف الرابعة لا تحظى بالأولوية على لوائح الدفاع (الطوارئ)، وهي اللوائح التي أدخلتها الإمبراطورية البريطانية في فلسطين الانتدابية في عام 1945. كما قضت المحكمة العليا بعدم إطلاق سراح الشكعة من سجن الرملة.
في 25 نوفمبر/تشرين الثاني، شُكِّلت المحكمة العسكرية للنظر في قضية الشكعة. إذا أيدت المحكمة العسكرية أمر الترحيل، فسيكون أمامه ثلاثة أيام للاستئناف أمام المحكمة العليا. وفي 27 نوفمبر/تشرين الثاني، أجلت المحكمة العسكرية جلسة الاستماع في قضية الشكعة.

### إطلاق سراح بسام الشكعة
في 5 ديسمبر 1979، أعلن الجيش الإسرائيلي بشكل غير متوقع أنه سيطلق سراح الشكعة ويلغي أمر ترحيله، مما يسمح له باستئناف مهامه كرئيس لبلدية نابلس على الفور. صرح الحاكم العسكري الإسرائيلي للضفة الغربية بنيامين بن إليعازر بأن قرار إطلاق سراح الشكعة اتخذ بسبب "احتياجات مدينة نابلس وأسرة السيد الشكعة"، مضيفًا أنه "أوضح للسيد الشكعة أن يقتصر على مهامه كرئيس للبلدية وأن يتصرف في إطار القانون".
وعندما أُطلق سراح الشكعة من السجن، استقبلته حشود من المؤيدين في نابلس. لقد فقد 26 رطلاً نتيجة إضرابه عن الطعام. عند إطلاق سراحه، صرّح قائلاً: "كان قرار اعتقالي وترحيلي خطأً ارتكبته السلطات الإسرائيلية. إنهم يدركون الآن أنني لم أرتكب أي خطأ"، مضيفًا: "كانت هذه هي المرة الأولى في تاريخ الحكومة العسكرية التي يُكشف فيها عن محادثة خاصة للصحافة في غضون 15 دقيقة. هذه خطة ضد جميع رؤساء البلديات في الأراضي المحتلة الذين يعارضون خططهم الاحتلالية". وعقب إطلاق سراحه، عقد جميع رؤساء البلديات الفلسطينيين المستقيلين اجتماعًا مشتركًا في بيت حنينا، معلنين سحب استقالاتهم، وأصدروا بيانًا يدعو إلى إقامة دولة فلسطينية مستقلة بقيادة منظمة التحرير الفلسطينية، وإنهاء اتفاقيات كامب ديفيد، وانسحاب جميع المستوطنات الإسرائيلية من الأراضي المحتلة.

## ردود الفعل

### في فلسطين
رئيس بلدية بيت لحم، إلياس فريج، الذي يُعتبر على نطاق واسع معتدلاً في الساحة السياسية الفلسطينية، صرّح قائلاً: "أعرف السيد الشكعة، رئيس بلدية نابلس، وأعلم أنه يعارض شخصياً قتل الأبرياء على جانبي الصراع العربي الإسرائيلي"، ودعا الحكومة الإسرائيلية إلى السماح لشكعة "بالظهور على التلفزيون للتعبير عن آرائه الحقيقية والإفراج عنه ريثما تُحدد المحكمة مصيره". صرّح رئيس بلدية حلحول، محمد ملحم، قائلاً: "إنهم يعتقدون أنهم سيوقفون موجة القومية، لكن شعبنا كان سريع الاستجابة. نحن نقف صفاً واحداً. كلنا بسام الشكعة". زعم نائب رئيس بلدية نابلس، ظافر المصري، أن مات كان "يُثير حفيظة" الشكعة، قائلاً إنه "من غير العدل الوقوف ضده وقرار ترحيله مع مطالبته بالتحدث بحرية".
صرّح الصحفي غسان بشارة من صحيفة الفجر بأن "إسرائيل طردت بالفعل ما لا يقل عن 1156 شخصًا من الضفة الغربية وغزة على مدار السنوات الاثنتي عشرة الماضية. وقد طُرد معظمهم بنفس التهمة الموجهة إلى شاكا؛ وهي التحريض والمعارضة العلنية للاحتلال الإسرائيلي للأراضي الفلسطينية والعربية. لكن تقرير المصير والاستقلال الوطني مبدأان أقوى من أن يُهملا بسبب أي محاولات ترهيب من هذا القبيل".
ووصف رئيس بلدية بيت لحم إلياس فريج قرار إطلاق سراح الشكعة بأنه "حكيم وشجاع". وصرح رئيس غزة (توضيح) رشاد الشوا، الذي كان معروفًا بعلاقاته المتوترة مع رؤساء البلديات في الضفة الغربية، عقب إطلاق سراح الشكعة بأن هذه القضية "جمعت بين الضفة الغربية وقطاع غزة، اللذين حاولت إسرائيل تقسيمهما منذ عام 1967".

### في إسرائيل
دافع رئيس الوزراء مناحيم بيغن عن الترحيل، قائلاً إنه "يستند إلى اللوائح المحلية المطبقة في يهودا والسامرة منذ عام 1945"، واتهم الشكعة "بالعمل لصالح منظمة التحرير الفلسطينية القاتلة التي تسعى إلى تدمير إسرائيل وتستخدم أساليب الإبادة الجماعية من خلال الهجمات المتكررة ضد المدنيين، رجالاً ونساءً وأطفالاً". ووصف وزير الداخلية يوسف بورغ الشكعة بأنه "أستاذ التحريض"، وأنه "إذا كان لشخص ما دور نشط في منظمة التحرير الفلسطينية فلا يمكننا التنازل عن الأمن". وصرح يعقوب نيهوشتان، نائب رئيس البعثة لدى سفارة إسرائيل في واشنطن العاصمة، بأن الشكعة "كان دائمًا على رأس تلك العناصر التي تحاول خلق جو يستمر فيه ارتكاب الهجمات [الإرهابية]"، وأنه من خلال "قيادته لتنظيم الإضرابات والمظاهرات وتعطيل النظام العام، استغل العمدة باستمرار منصبه كمسؤول منتخب لتوجيه أتباعه في اتجاه العنف".
أعلن وزير الدفاع الإسرائيلي عزرا وايزمان بشكل مفاجئ في 15 نوفمبر/تشرين الثاني أنه ينوي إلغاء منصب منسق أنشطة الحكومة في الأراضي الفلسطينية. وفقًا لجيل سيدان من وكالة الأنباء اليهودية، "كان وايزمان غاضبًا بشكل واضح من حادثة شاكا، والتي يعتقد أنه كان من الممكن تجنبها". وفي وقت لاحق من شهر نوفمبر، صرح وايزمان في مقابلة تلفزيونية أنه "لو سُئلت قبل أسبوع عما إذا كان [الاعتقال] هو النتيجة التي أريدها، لكنت قلت لا. ولكن في هذه الحالة، اضطررت إلى وضع الخلفية السياسية جانبًا وتحديد ما هو الأفضل لأمن إسرائيل وما يجب أن يكون ردي كوزير للدفاع"، مضيفًا أنه سبق أن "أوضح لـ [شاكا] أننا لا نستطيع تحمل هذا النوع من الأشياء". وبعد إطلاق سراح شاكا، أعرب وايزمان عن "سعادته" بالإفراج عنه، قائلاً إن قرار اعتقاله اتخذه الجيش الإسرائيلي، وليس الحكومة الإسرائيلية.
وقد أثار ذلك بعض الجدل بعد أن منع مدير هيئة الإذاعة الإسرائيلية يوسف لابيد مقدم الأخبار حاييم يافين من بث مقابلة مع شاكعة أثناء القضية. تلقت فيليسيا لانجر تهديدات بالقتل بسبب عملها كمحامية دفاع عن الشكعة أثناء القضايا في المحكمة.
أدانت حركة غوش إيمونيم اليمينية المتطرفة إطلاق سراح الشكعة، قائلة إنه "لا حدود لاستسلام الحكومة لمنظمة التحرير الفلسطينية"." وأعلن قادة مجلس شومرون الاستيطاني الإقليمي عن نيتهم تشكيل لجان "دفاع عن النفس" ردًا على الاحتجاجات والاضطرابات المصاحبة لها بشأن مستوطنة إيلون موريه.

### دوليا
وفقًا لويليام كلايبورن من صحيفة واشنطن بوست، فإن اعتقال الشكعة "بدا وكأنه حيّر جمهورًا عالميًا اعتاد على توقع المصالحة والاعتدال بموجب اتفاقيات كامب ديفيد للسلام. وبدا العالم وكأنه يتساءل في دهشة جماعية: كيف لإسرائيل أن تتوقع التفاوض مع شعب يبدو أنها عازمة على إذلاله؟" ووفقًا لمجلة تايم، أثار الاعتقال "انتقادات دولية واسعة النطاق لإسرائيل، وخلط بين عملية السلام في الشرق الأوسط ومصر".
صرح الرئيس المصري أنور السادات بأن تصرفات الحكومة الإسرائيلية "لا تساهم في خلق جو من الثقة". ووصف السفير الليبي لدى الأمم المتحدة منصور رشيد الكيخيا الاعتقال بأنه "انتهاك لحقوق الإنسان لرئيس بلدية شاكا وحقوق الأشخاص الذين انتخبوه"، مدعيًا أنه "يمثل حلقة واحدة في سلسلة من الإجراءات غير القانونية لترهيب قادة المجتمع في الأراضي الفلسطينية المحتلة". وصرح المتحدث باسم وزارة الخارجية الأمريكية هودينغ كارتر الثالث بأن "الترحيل هو بوضوح خطوة لها تأثير نفسي عميق على قادة الضفة الغربية الآخرين وعلى السكان هناك"، ودعا "جميع الأطراف إلى تجنب الإجراءات التي من شأنها أن تزيد من صعوبة المفاوضات". وعقب إطلاق سراح شاكا، وصف الممثل الخاص الأمريكي في محادثات الحكم الذاتي الفلسطيني، سول لينوفيتز، الإفراج بأنه "تطور إيجابي".

## التحليل
ووصف ويليام كلايبورن من صحيفة واشنطن بوست اعتقال الحكومة الإسرائيلية لشكعة بأنه جزء من "التحول الأخير نحو سياسة أكثر صرامة في الضفة الغربية المحتلة وقطاع غزة"، وربط ذلك بإعلانات الحكومة الأخيرة التي أعلنت فيها عزمها على مضاعفة عدد المستوطنين في الضفة الغربية ثلاث مرات وأنها تعتزم تأكيد سيادتها في الأراضي المحتلة. وبحسب كلايبورن، فإن الاعتقال، فضلاً عن رد فعل الحكومة على قضية إيلون موريه، كان "مثالاً واضحاً على سياسة الضغط الائتلافية في هذا المجتمع المتقلب الذي يركز على القضايا"، حيث احتاج رئيس الوزراء مناحيم بيجين إلى استرضاء الفصائل الأكثر يمينية في حزبه فضلاً عن الحزب الديني الوطني.
وفقًا لديفيد ك. شيبلر من صحيفة نيويورك تايمز، فإن الشكعة "ارتفع إلى مكانة مرموقة بين الفلسطينيين في الضفة الغربية المحتلة خلال الشهر الماضي" نتيجة للاعتقال.
وقد أثار قرار رؤساء البلديات بالاستقالة المشتركة في البداية جدلاً داخل قيادة منظمة التحرير الفلسطينية المنفية، حيث حث زعماء فتح رؤساء البلديات بشكل خاص على عدم الاستقالة خوفاً من المبالغة في لعب أوراقهم، وحثت الفصائل الأكثر تطرفاً في قيادة منظمة التحرير الفلسطينية رؤساء البلديات على الاستقالة. وبحسب الصحافية الأميركية ترودي روبين، فإن هذه الأحداث "تعزز أيدي رؤساء البلديات الذين ينتمون في الأساس إلى الجناح الأكثر تطرفاً في منظمة التحرير الفلسطينية. وقد أثبتت الوحدة أنها أداة قيمة للغاية لدرجة أنه قد يتعين التوصل إلى حلول وسط بين فتح والمجموعات الأكثر تطرفاً".

## العواقب
في يونيو 1980، أصيب الشكعة بجروح خطيرة في سلسلة من تفجيرات السيارات التي نفذتها الحركة اليهودية السرية ضد رؤساء بلديات الضفة الغربية، مما أدى إلى فقدانه ساقيه. في يناير 1982، دعا منسق الأنشطة الحكومية الإسرائيلية المنتهية ولايته في الأراضي، داني مات، إلى طرد الشكعة، قائلاً إنه "كان في الواقع قائد الأراضي المحتلة لمنظمة التحرير الفلسطينية"، وهي التهمة التي نفاها الشكعة، قائلاً: "هذه ليست المرة الأولى التي يتحدث فيها مات عني". بعد ثلاثة أشهر، خلال الإضراب العام الفلسطيني في مارس 1982 الناجم عن حل الحكومة الإسرائيلية القسري لمجلس مدينة البيرة، طردت الحكومة الإسرائيلية الشكعة من منصبه كرئيس لبلدية نابلس، متهمة إياه بـ "التحريض العام، وعدم الاعتراف بالإدارة المدنية الإسرائيلية، والمحاولات المتكررة لتعطيل النظام العام"، و"العمل على جعل نابلس مركزًا للنشاط القومي [في الضفة الغربية]".